# Globale Rødder
Globale Rødder var en dansk antikapitalistisk græsrodsbevægelse 2001-2005.
Globale Rødder etableredes i København i efteråret 2001 som et dansk udtryk for den radikale del af den globaliseringskritiske bevægelse. Blandt initiativtagerne var repræsentanter fra forskellige radikale venstrefløjskredse med udspring på Nørrebro, bl.a. antifascister, feminister, unge EU-modstandere, aktive omkring Ungdomshuset på Jagtvej, m.fl.
Bevægelsen dannedes i kølvandet på omfattende protestmobiliseringer ved IMF og Verdensbankens møde i Prag i 2000, EU-topmødet i Gøteborg 2001 og G8-topmødet i Genova 2001 – alle inspireret af protesterne ved WTO's møde i Seattle i 1999. 
Den konkrete anledning var forberedelsen af aktioner mod EU-topmødet i København i december 2002 under det danske EU-formandskab.
Teoretisk bar Globale Rødder båret ved til nybrud på den danske venstrefløj. Mange har opfattet Michael Hardt og Antonio Negris "Empire" som en tiltrængt nytolkning af den globale kapitalisme, muligheden for modstand og skabelsen af alternative samfundsformer. Ikke mindst har forestillingen om anti-system-bevægelser som en "Multitude" ("mængde", "mangfoldighed") været anvendt som betegnelser for bevægelsen af bevægelser mod neoliberal globalisering.
Bevægelsens aktionsform var inspireret af italienske grupper, især Tute Bianche ("De Hvide Overalls", senere omdøbt til Disobbedienti, "De Ulydige"), som praktiserede "social ulydighed", en iscenesat protest som ofte indebar ulovlige aktioner og ikke-voldelige konfrontationer med politiet. Formålet var at udstille samfundsmæssige konflikter på en spektakulær facon – ofte med appel til massemedier – men på en måde, der ikke let fører til kriminalisering og reducerer den politiske konflikt til en ren politiopgave.
Under EU-topmødet opnåede Globale Rødder massiv omtale i danske medier. Det lykkedes endvidere i stort omfang at skabe international opslutning blandt radikale venstrefløjsgrupper til bevægelsens aktionskoncept. 
I praksis blev protesterne mod EU-topmødet dog meget symbolske, ikke mindst pga. en overvældende politiindsats med afspærrede kvarterer og hyppig personkontrol i Københavns brokvarterer.
EU-topmødeprotesterne og forberedelserne hertil var bevægelsens mest samlende projekt. Efterfølgende manifesterede Globale Rødder sig i forbindelse med protester mod Irak-krigen og den danske deltagelse heri, ligesom aktivister var aktive omkring skabelsen af Danmarks Sociale Forum, Piratgruppen, Euromayday-initiativet, diskussionsfora om globalisering og nye arbejdsformer, m.m.